# В тылу врага (игра)
«В тылу врага» — компьютерная игра в жанрах экшен и стратегия в реальном времени, разработанная украинской компанией Best Way и изданная компанией 1С 2 июля 2004 года. Является основательницей серии игр «В тылу врага». На Западе игра издана под названием «Soldiers: Heroes of World War II» компанией Codemasters 29 июня 2004 года.

## Особенности игры
По сравнению с другими стратегическими играми, «В тылу врага» основана на уникальном сочетании аркады, ролевой игры и симулятора. Если так называемые классические стратегии обычно ставят во главу геймплея непосредственно боевую и, частично, экономическую составляющую, то «В тылу врага» требует от игрока более аккуратного и вдумчивого подхода, концентрируя его внимание не столько на бое, сколько на разведке и подготовке к столкновению с противником. Основные отличия «В тылу врага»:
- Физический движок — придаёт игре большую зрелищность, а связанная с ним тотальная разрушаемость и система укрытий оказывают дополнительное влияние на ход ведения боя.
- Реалистичность — в игре присутствуют такие факторы, как ограниченный запас топлива и амуниции, а при стрельбе на дальние дистанции существенно падает точность оружия и его убойная сила. Наличие инвентаря у каждого бойца и машины порой накладывает существенные ограничения на количество переносимых и перевозимых предметов. Сюда же можно отнести и усталость солдат — при длительных переходах они начинают двигаться значительно медленнее, восстанавливая силы. Разлитое горючее или горящая техника могут вызвать пожар в лесу или деревне.
- Ручное управление — доступен ручной контроль для любой дружественной единицы (пехота, техника, стационарные орудия и т. д.). При переключении на ручное управление мышь отвечает за прицеливание, а курсорные клавиши на клавиатуре — за передвижение. Таким образом, становится доступным более точное наведение, также можно вести огонь одиночными выстрелами в случае дефицита боеприпасов. В случае управления танком можно переключаться между основным орудием и спаренным пулеметом, выбирать тип снарядов (бронебойные или фугасные).
- Система повреждений — каждая механическая единица разделена на модули (зоны), которые поражаются определённым видом оружия. Например, обычный грузовик легко простреливается из автомата, а танки успешно противостоят даже пулеметному огню. В свою очередь, при столкновении бронетехники большую роль играет тип и калибр используемых снарядов. Не менее важна дистанция выстрела и толщина брони: в лоб пробить танк достаточно сложно, особенно на дальних дистанциях, в то время как в корму и в борт даже тяжелые танки пробиваются достаточно легко. При наличии ремонтного комплекта поврежденные элементы можно отремонтировать, делая «В тылу врага» одной из немногих игр, в которой возможен захват практически любой вражеской техники при аккуратном подходе. В случае с танками возможно повреждение гусениц, корпуса, башни, орудия и двигательного отсека, причём в случае поражения двигателя и башни одновременно танк взрывается. Интересно, что изначально (версия 1.01) двигатель ремонту не подлежал, эта возможность была добавлена только в версии 1.04, ещё больше усложнив борьбу с бронетехникой, поскольку повреждение тех или иных элементов вовсе не означает выход юнита из строя. Например, в случае повреждения двигателя или гусениц танк лишается возможности передвигаться, но по-прежнему доступно ведение огня из главного орудия и пулемёта.
- Боеприпасы — в ручном оружии существует лишь три вида патронов: для пистолетов и автоматов (пистолетов-пулемётов), для пулемётов и для винтовок. Марка оружия роли не играет. Гранаты делятся на противопехотные, противотанковые и дымовые (только у разведчиков). Также имеются бутылки с зажигательной смесью. Присутствуют метательные ножи (для бесшумного устранения часовых) и динамитные шашки, уничтожающие технику и постройки. В некоторых случаях доступны даже ручные гранатомёты, способные нейтрализовать любую технику. В случае с орудиями и танками всё же требуются снаряды определённого калибра, поэтому пополнять боезапас за счёт подбитых вражеских танков не получится (кроме тех случаев, когда калибр совпадает).
- Существует возможность атаковать в рукопашную и сбить с ног вражеского солдата, забрав у него оружие. При этом солдат с убранным за спину оружием или невооружённый использует кулаки, причиняющие средний ущерб здоровью противника; если в руках находится автомат, винтовка или пулемёт, солдат бьёт прикладом, часто насмерть.
- Доступен редактор карт.

## Игровые кампании
В работе над сценарием игры принимал участие известный украинский писатель Александр Зорич родом из Харькова.
Всего в игре 4 независимые кампании:

### «Катюша»
В этой кампании игрок принимает сторону СССР во время наступления на Харьков в 1942 году.
Начав в 1942 году наступление на Харьков, советское командование не рассчитало своих сил. В результате группа армий «Юг» провела контратаку и советские войска вот-вот будут заперты на так называемом Барвенковском выступе. Ситуация осложняется тем, что немцы перерезали последнюю связь с тылом, заняв деревню Чепель.
Используя один-единственный Т-34 и броневик БА-20, группа советских солдат успешно зачищает Чепель, но сразу после этого выясняется, что на железнодорожной станции Пришиб разгружают новую немецкую бронетехнику, а через несколько дней должны прибыть и экипажи для неё. После этого уничтожение советских войск будет лишь вопросом времени. Командование понимает, что нужно спешить и высылает все имеющиеся танки для уничтожения этой бронетехники, однако танковая колонна попадает под авианалёт… Немецкие силы прочёсывали местность в поисках выживших после атаки с воздуха, когда наткнулись на группу советских десантников, окопавшихся неподалёку в развалинах монастыря. Оставшиеся в живых два танкиста прорываются к десантникам, но силы слишком неравны и в итоге они покидают монастырь, вытащив из-под града пуль последнего живого десантника.
Танкисты рассказали десантнику про немецкую бронетехнику на станции Пришиб. В свою очередь, десантник рассказал им о задании своего отряда — им было поручено найти и уничтожить «Катюшу», знаменитый гвардейский миномёт, один из которых совсем недавно был захвачен немцами. Если «Катюша» попадет в руки немецких конструкторов и ученых, то они наверняка смогут разработать тактику противодействия этим смертоносным машинам, что ещё больше осложнит обстановку на фронте. Одному из танкистов приходит в голову идея: найти «Катюшу» и расстрелять весь боезапас по бронетехнике на станции Пришиб, а потом уничтожить сам миномёт. Поскольку ничего другого не остаётся, десантник соглашается с ними и маленький отряд направляется в деревню Балаклея, где местный житель рассказывает им, что немцы увезли «Катюшу» в железнодорожное депо для последующей её отправки в Германию. Бойцы прибывают в железнодорожное депо, но немецкие войска тщательно охраняют территорию, опасаясь диверсий со стороны советских партизан. Тем не менее, танкисты вместе с десантником захватывают паровоз, прицепляют к нему вагон-платформу с «Катюшей» и уезжают в сторону станции Пришиб. Там они находят подходящую позицию и открывают огонь прямо по немецким танкам на станции…

### Проект «Америка»
Здесь игрок принимает под своё командование отряд британских диверсантов, переправленных через Ла-Манш для того, чтобы собрать информацию и уничтожить новое немецкое оружие — ракету Фау-3, с помощью которой немцы хотят атаковать Нью-Йорк.
Высадившись с подводной лодки «Трайдент», диверсанты понимают, что незамеченными подплыть к берегу не получится — повсюду прожектора и охрана. Тогда один из бойцов захватывает стоящий неподалёку патрульный катер и расстреливает все прожектора в прибрежной зоне. После этого отряд диверсантов успешно высаживается на берег, но ситуация осложняется: береговая охрана всё-таки замечает «Трайдент» и открывает по нему огонь из тяжёлых артиллерийских орудий, расположенных в укрепленных позициях на высоких прибрежных утёсах. Тёмное время суток не даёт возможности вести прицельный огонь, но «Трайдент» всё же получает повреждения и уже не может погрузиться под воду. Кроме того, бухту освещает мощный прожектор с маяка, который в любой момент может обнаружить подводную лодку. Несмотря на сильную охрану, отряд диверсантов пробирается к орудиям, ликвидирует их расчёты, а затем расстреливает маяк. После этого орудия подрываются и группа уходит дальше, в небольшой французский городок Сен-Поль-сюр-Мер.
В Сен-Поль-сюр-Мере они спасают от расстрела агента Одетту Виар, которая рассказывает им, что Фау-3 во время испытательного полёта упала в болотах неподалёку. Диверсанты захватывают немецкий миномёт и уничтожают из него мост, чтобы доплыть до места падения на катере, однако опаздывают — блок наведения ракеты уже увезли. Тогда они проходят через болота, срезая тем самым путь, и выходят к дороге, по которой проедет грузовик с блоком наведения. Устроив засаду, диверсанты останавливают конвой. Затем двое бойцов отходят в поле, увлекая за собой основную часть охраны конвоя, а третий отправляется к грузовику.
Успешно завладев блоком наведения, диверсанты приходят в условленное место и ночью, с помощью костров, указывают лётчику место посадки на небольшом поле, чтобы тот смог приземлиться и забрать блок наведения. Однако, несмотря на все приготовления, самолёт разбивается при посадке и теперь остаётся лишь одно: прорваться на ближайший аэродром, который занят немцами, захватить там самолёт и дать ему взлететь любой ценой. Бойцы зачищают ангар, сажают в транспортный самолёт летчика с блоком наведения от ракеты и откатывают ворота. На аэродроме поднимается тревога, но оставшиеся на земле диверсанты добираются до зенитных орудий аэродрома и, прикрывая взлетающий самолёт, до последнего расстреливают вражеские истребители, бронетехнику и солдат, которые неумолимо стягивают кольцо вокруг них…

### Дорога на Берлин
Игрок на стороне американцев участвует в операции «Маркет Гарден».

### Ярость Тигра
Игрок вступает на стороне Германии в войну в 1944 году.
Михаэль Виттман, знаменитый танковый ас, движется в сторону Вийе-Бокаж, когда замечает самолёты противника. Он укрывает свои танки в ближайшем амбаре от британских ВВС, после чего его экипаж уничтожает стоящий неподалёку бронетранспортёр с рацией, чтобы союзники больше не могли вызывать поддержку с воздуха. Танковый отряд продолжает движение и через некоторое время встречается со своими разведчиками, которые докладывают, что на них движется целая танковая колонна неприятеля. Виттман хочет устроить засаду, однако в этот момент его «Тигр» глохнет. Оставив заглохший «Тигр» стоять на холме, Виттман и его экипаж пересаживаются в другой «Тигр», который они прячут на заброшенной ферме неподалёку. Когда танковая колонна неприятеля оказывается в непосредственной близости от него, Виттман открывает огонь из засады: союзные войска ничего не могут противопоставить бронированному монстру Виттмана — и он просто уничтожает один их танк за другим. В Вийе-Бокаж танки союзников ожидает та же участь: все они уничтожаются Виттманом из «Тигра», хотя британские солдаты всё-таки подбивают из базуки один немецкий PzKpfw IV, который сопровождал Виттмана. Тем не менее, под конец боя удача отворачивается от Виттмана: глохнет и второй «Тигр», на котором он сеял ужас и разрушение в Вийе-Бокаж. Поскольку враг подтянул свежие силы, Виттман и его экипаж вынуждены бросить сломавшийся танк и покинуть город пешком.
Вернувшись к первому «Тигру», Виттман узнаёт, что его починили. Тогда он принимает крайне дерзкое решение: прорвать линию обороны британцев и вернуть себе брошенный «Тигр». Враг сильно укрепился, но даже противотанковая артиллерия не может остановить Виттмана. Он играючи расстреливает вражеские танки, орудия и пехоту из мощного «Тигра». В итоге, вернувшись в Вийе-Бокаж, Виттман снова выбивает оттуда силы союзников. Его отряд ремонтирует второй «Тигр», но в этот момент к противнику подходит сильное подкрепление из танков и пехоты. Виттман принимает решение отбить атаку, используя оба «Тигра»…

## Обзоры игры
| Сводный рейтинг | Сводный рейтинг |
| Агрегатор       | Оценка          |
| --------------- | --------------- |
| GameRankings    | 78,31 %         |

Крупнейший российский портал игр Absolute Games поставил игре 85 %. Обозреватели отметили качественный сюжет игры, трепетное отношение к первоисточнику. К недостаткам были отнесены наличие багов, слабая тактическая система. Вердикт: «Каждое утро я запускаю игру, сажусь в „Тигр“, доезжаю до стоящего неподалёку дома и стреляю фугасным снарядом. Потом ещё. И ещё. Через пару минут небольшое поселение превращается в кладбище с уродливыми остовами зданий и почерневшей техникой. Кругом разбросаны обгоревшие железяки. Улица испещрена воронками. Мимо ограды куда-то плетутся солдаты с автоматами наперевес. Кадры, достойные военной кинохроники. „В тылу врага“ — прежде всего захватывающая и правдивая игра. Игра в прямом смысле слова.».
Игромания поставила игре 9.0 баллов из 10-ти, сделав следующее заключение: «Адская смесь из экшена, стратегии и тактики породила на свет титанических масштабов блокбастер. „В тылу врага“ — пожалуй, лучшее WWII-развлечение сегодняшнего дня. Сверхдетализированная, продуманная, красивая и невероятно интересная Игра».